# Siergiej Rachmanin
Siergiej Rachmanin (ros. Сергей Рахманин) (ur. 18 października 1961 r. w Chemnitz w Niemczech) rosyjski pilot akrobata oraz instruktor latania. Od 2007 startuje w zawodach cyklu Red Bull Air Race. Lata on w zespole Dragon Racing. 

## Sukcesy
- W 1991 roku był mistrzem ZSRR akrobacji
- 2002 oraz 2003 był mistrzem rosji w akrobacjach
- 2002 oraz 2004 zdobył srebrny medal w europejskich mistrzostwach akrobacji
- 2003 zdobył mistrzostwo świata w akrobacjach

## Rezultaty
| Siergiej Rachmanin w Red Bull Air Race World Series | Siergiej Rachmanin w Red Bull Air Race World Series | Siergiej Rachmanin w Red Bull Air Race World Series | Siergiej Rachmanin w Red Bull Air Race World Series | Siergiej Rachmanin w Red Bull Air Race World Series | Siergiej Rachmanin w Red Bull Air Race World Series | Siergiej Rachmanin w Red Bull Air Race World Series | Siergiej Rachmanin w Red Bull Air Race World Series | Siergiej Rachmanin w Red Bull Air Race World Series | Siergiej Rachmanin w Red Bull Air Race World Series | Siergiej Rachmanin w Red Bull Air Race World Series | Siergiej Rachmanin w Red Bull Air Race World Series | Siergiej Rachmanin w Red Bull Air Race World Series | Siergiej Rachmanin w Red Bull Air Race World Series | Siergiej Rachmanin w Red Bull Air Race World Series | Siergiej Rachmanin w Red Bull Air Race World Series |
| Rok                                                 | 1                                                   | 2                                                   | 3                                                   | 4                                                   | 5                                                   | 6                                                   | 7                                                   | 8                                                   | 9                                                   | 10                                                  | 11                                                  | 12                                                  | Punkty                                              | Wygrane                                             | Miejsce                                             |
| --------------------------------------------------- | --------------------------------------------------- | --------------------------------------------------- | --------------------------------------------------- | --------------------------------------------------- | --------------------------------------------------- | --------------------------------------------------- | --------------------------------------------------- | --------------------------------------------------- | --------------------------------------------------- | --------------------------------------------------- | --------------------------------------------------- | --------------------------------------------------- | --------------------------------------------------- | --------------------------------------------------- | --------------------------------------------------- |
| 2007                                                | 12                                                  | 9                                                   | 9                                                   | 10                                                  | CAN                                                 | 13                                                  | 10                                                  | 11                                                  | 10                                                  | 11                                                  | CAN                                                 | 11                                                  | 0                                                   | 0                                                   | 12                                                  |
| Razem                                               |                                                     |                                                     |                                                     |                                                     |                                                     |                                                     |                                                     |                                                     |                                                     |                                                     |                                                     |                                                     | 0                                                   | 0                                                   | 12                                                  |

Legenda:
CAN - zawody nie odbyły się